# مايراتو
مايراتو (بالإيطالية: Maierato)‏ هي كومونا في مقاطعة فيبو فالينتيا بمنطقة قلورية الإيطالية، وتقع على بعد 40 كيلومترًا (25 ميلًا) جنوب غرب قطنصار، و11 كيلومترًا (7 ميل) شمال شرق فيبو فالينتيا.
اعتبارًا من 31 ديسمبر 2004، وصل عدد سكانها 2305 نسمة، ومساحتها 39.9 كيلومتر مربع (15.4 ميل مربع).